# العلاقات السودانية الموريتانية
العلاقات السودانية الموريتانية هي العلاقات الثنائية التي تجمع بين السودان وموريتانيا.

## مقارنة بين البلدين
هذه مقارنة عامة ومرجعية للدولتين:
| وجه المقارنة                                              | السودان                     | موريتانيا                 |
| --------------------------------------------------------- | --------------------------- | ------------------------- |
| المساحة (كم2)                                             | 1.89 مليون                  | 1.03 مليون                |
| عدد السكان (نسمة)                                         | 40.53 مليون                 | 4.42 مليون                |
| الكثافة السكانية (ن./كم²)                                 | 21.44                       | 4.29                      |
| العاصمة                                                   | الخرطوم                     | نواكشوط                   |
| اللغة الرسمية                                             | اللغة العربية، لغة إنجليزية | اللغة العربية، لغة فرنسية |
| العملة                                                    | جنيه سوداني                 | أوقية موريتانية، أوقية ‏   |
| الناتج المحلي الإجمالي (بليون دولار)                      | 117.49 مليار                | 5.02 مليار                |
| الناتج المحلي الإجمالي (تعادل القوة الشرائية) بليون دولار | 176.55 مليار                |                           |
| الناتج المحلي الإجمالي الاسمي للفرد دولار أمريكي          | 2.41 ألف                    |                           |
| الناتج المحلي الإجمالي للفرد دولار أمريكي                 | 4.07 ألف                    | 3.91 ألف                  |
| مؤشر التنمية البشرية                                      | 0.479                       | 0.506                     |
| رمز المكالمات الدولي                                      | +249                        | +222                      |
| رمز الإنترنت                                              | سودان                       | .mr                       |
| المنطقة الزمنية                                           | ت ع م+03:00، ت ع م+02:00    | 00                        |

## منظمات دولية مشتركة
يشترك البلدان في عضوية مجموعة من المنظمات الدولية، منها:
| علم المنظمة | اسم المنظمة                                 | تاريخ انضمام السودان | تاريخ انضمام موريتانيا |
| ----------- | ------------------------------------------- | -------------------- | ---------------------- |
|             | المصرف العربي للتنمية الاقتصادية في أفريقيا | ?                    | ?                      |
|             | يونسكو                                      | 26 نوفمبر 1956       | 10 يناير 1962          |
|             | الاتحاد البريدي العالمي                     | ?                    | ?                      |
|             | البنك الدولي للإنشاء والتعمير               | 5 سبتمبر 1957        | 10 سبتمبر 1963         |
|             | البنك الإفريقي للتنمية                      | ?                    | ?                      |
|             | منظمة الشرطة الجنائية الدولية               | ?                    | ?                      |
|             | الأمم المتحدة                               | 12 نوفمبر 1956       | 27 أكتوبر 1961         |
|             | الاتحاد الأفريقي                            | ?                    | 25 مايو 1963           |
|             | مجموعة دول أفريقيا والكاريبي والمحيط الهادئ | ?                    | ?                      |
|             | مؤسسة التنمية الدولية                       | 24 سبتمبر 1960       | 10 سبتمبر 1963         |
|             | الصندوق العربي للإنماء الاقتصادي والاجتماعي | ?                    | ?                      |
|             | منظمة التعاون الإسلامي                      | ?                    | ?                      |
|             | وكالة ضمان الاستثمار متعدد الأطراف          | 7 نوفمبر 1991        | 8 سبتمبر 1992          |
|             | جامعة الدول العربية                         | 19 يناير 1956        | 26 نوفمبر 1973         |
|             | الاتحاد الدولي للاتصالات                    | 23 أكتوبر 1957       | 18 أبريل 1962          |
|             | مؤسسة التمويل الدولية                       | 21 أكتوبر 1960       | 29 ديسمبر 1967         |
|             | صندوق النقد العربي                          | ?                    | ?                      |
|             | منظمة حظر الأسلحة الكيميائية                | ?                    | ?                      |
|             | المركز الدولي لتسوية المنازعات الاستشارية   | 9 مايو 1973          | 14 أكتوبر 1966         |

## وصلات خارجية
- موقع وزارة الخارجية السودانية